# Attila Janisch
Attila Janisch (Kecskemét, 31 de març de 1957) és un guionista i director de cinema hongarès, especialitzat en llargmetratges i documentals. Guanyador del Premi Bela Balazs.

## Biografia
Es va graduar a l'institut József Katona i va aprovar els exàmens finals, després dels quals l'any 1984 va defensar el seu diploma a l'Escola d'Arts Cinematogràfiques i Escèniques de Budapest, sent pupil de Zoltán Fábri. Ja durant els seus estudis va trobar el seu estil característic, en el qual es mantenen les seves pel·lícules posteriors (Zizi, A másik part). Solen ser històries filosòfiques sobre la vida, amb Janisch utilitzant sovint els mitjans d'expressió típics del gènere del thriller. El mateix director diu que de jove va quedar molt impressionat amb el treball d'Alfred Hitchcock, Ingmar Bergman i Luis Buñuel. L'artista prefereix una manera lliure i poc convencional de rodar pel·lícules en col·laboració amb tot el grup. La manera típica de Janisch és equilibrar-se a la frontera entre el son i la realitat, la trilogia cinematogràfica (Árnyék a havon, Hosszú alkony, Másnap) té una estructura temporal molt característica. A la primera part, la història s'explica de manera no cronològica, mentre que a les altres dues, el món real i el món oníric s'entrellacen. Les seves pel·lícules afecten els sentiments de l'espectador d'una manera potent i complexa. Mai encarrega música per a una pel·lícula, sinó que utilitza peces existents.

## Filmografia

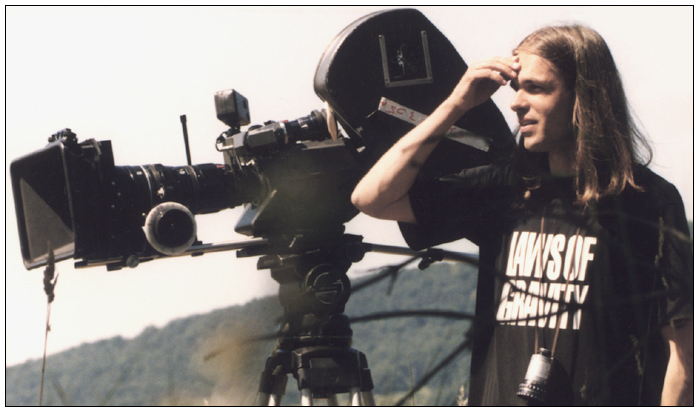
Janisch forgatás közben

### Llargmetratges
- Árnyék a havon (1991)
- Hosszú alkony (1997)
- Másnap (2004)

### Curtmetratges
- Árnyékban (1981)
- Róbert és Róbert (1982)
- Zizi (1983)
- A másik part(1984)
- Lélegzetvisszafojtva (1985)
- Rímfaragó I-IV (1992-93)
- Szigetnapló (1994)
- Várakozás (1994)
- Lábbal festett világ (1998)
- Bozsik Yvette  (2003)